# Modello semi-markoviano nascosto
Un modello semi-markoviano nascosto (hidden semi-Markov model, HsMM) è un processo stocastico che generalizza i modelli di Markov nascosti consentendo che ogni stato della catena di Markov sottostante al processo possa generare una sequenza di osservazioni, anziché una singola osservazione. La "durata" di uno stato non è più quindi unitaria e può distribuirsi secondo una qualsiasi distribuzione di probabilità continua o discreta.
I modelli semi-markoviani nascosti consentono di aggirare il vincolo, intrinseco nelle catene di Markov ordinarie, che la durata della permanenza in un certo stato sia distribuita geometricamente. Infatti, in una catena di Markov, la probabilità di rimanere esattamente n unità di tempo nello stesso stato i dipende unicamente dalla probabilità di auto-transizione {\displaystyle a_{ii}} e, in particolare:
{\displaystyle P=a_{ii}^{n-1}(1-a_{ii}).}
In letteratura si trovano numerose applicazioni di questo modello, per esempio in ambito medico, biologico e finanziario.